# Brasilionata
Brasilionata is een monotypisch geslacht van spinnen uit de familie van de Mysmenidae.

## Soort
- Brasilionata arborense Wunderlich, 1995